# Karl av Hessen-Darmstadt
Prins Karl av Hessen och Rhen, född 23 april 1809 och död 20 mars 1877, var en tysk prins som var andre sonen till storhertig Ludvig II av Hessen-Darmstadt och Wilhelmine av Baden.

## Biografi
År 1836 gifte sig Karl i Berlin med Elisabeth av Preussen (1815-1885), som var dotter till prins Vilhelm av Preussen (1783-1851) och Maria Anna av Hessen-Homburg. Hustruns pappa var en yngre bror till kung Fredrik Vilhelm III av Preussen.
Karls äldste son, Ludvig, blev storhertig av Hessen och Rhen när Karls barnlöse bror, Ludvig III dog 1877. 

### Familj
Karl fick fyra barn med hustrun Elisabeth:
- Ludvig IV (1837-1892), gift med 1: Alice av Storbritannien, gift med 2: Alexandrina Hutten-Czapska; äktenskapet annullerat.
- Heinrich (1838-1900), gift m 1: Caroline Willich gen. von Pöllnitz, fick titeln friherrinna von Nidda, gift med 2: Emilie Hrziedc de Topuska, fick titeln friherrinna von Dornberg .
- Anna (1843-1865), gift med storhertig Fredrik Frans II av Mecklenburg-Schwerin.
- Wilhelm (1845-1900), gift morganatiskt med Josephine Bender, som fick titeln Frau von Lichtenberg.